# Монро Тауншип (округ Міддлсекс, Нью-Джерсі)
Монро Тауншип (англ. Monroe Township) — селище (англ. township) в США, в окрузі Міддлсекс штату Нью-Джерсі. Населення — 48 594 особи (2020).

## Демографія
Згідно з переписом 2010 року, у селищі мешкали 39 132 особи в 16 497 домогосподарствах у складі 10 877 родин. Було 18002 помешкання
Расовий склад населення:
| - 81,6 % — білих - 12,6 % — азіатів - 3,9 % — чорних або афроамериканців - 0,1 % — корінних американців |

До двох чи більше рас належало 1,2 %. Частка іспаномовних становила 4,3 % від усіх жителів.
За віковим діапазоном населення розподілялося таким чином: 18,9 % — особи молодші 18 років, 46,3 % — особи у віці 18—64 років, 34,8 % — особи у віці 65 років та старші. Медіана віку мешканця становила 53,2 року. На 100 осіб жіночої статі у селищі припадало 85,2 чоловіків;  на 100 жінок у віці від 18 років та старших — 80,9 чоловіків також старших 18 років.
Середній дохід на одне домашнє господарство  становив 108 071 долар США (медіана — 70 357), а середній дохід на одну сім'ю — 138 308 доларів (медіана — 108 423). Медіана доходів становила 97 346 доларів для чоловіків та 57 146 доларів для жінок. За межею бідності перебувало 4,5 % осіб, у тому числі 2,8 % дітей у віці до 18 років та 5,2 % осіб у віці 65 років та старших.
Цивільне працевлаштоване населення становило 15 791 осіб. Основні галузі зайнятості: освіта, охорона здоров'я та соціальна допомога — 22,4 %, науковці, спеціалісти, менеджери — 17,9 %, роздрібна торгівля — 10,9 %, фінанси, страхування та нерухомість — 9,9 %.